# Кузнецов, Юрий Викторович
Юрий Викторович Кузнецов (24 августа 1946, Борзя, Читинская область — 24 января 2020, Благовещенск) — советский и российский военачальник, участник Афганской войны, Герой Советского Союза (5.07.1982). Генерал-майор.

## Биография
Юрий Кузнецов родился 24 августа 1946 года в посёлке городского типа Борзя (ныне — город Забайкальского края) в семье военнослужащего. Русский. Окончил 10 классов.
В Советской армии с 1964 года. Член КПСС с 1970 года. В 1968 году окончил Дальневосточное высшее общевойсковое командное училище имени Маршала Советского Союза К. К. Рокоссовского. В 1973 году окончил курсы Высшие офицерские курсы «Выстрел» имени Маршала Советского Союза Б. М. Шапошникова, в 1980 году — Военную академию имени М. В. Фрунзе.
С 1968 по 1977 годы служил в 217-м гвардейском парашютно-десантном полку: командир взвода, заместитель командира роты, командир роты, командир батальона (полк дислоцировался в городе Болград (Одесская область, Украинская ССР). Оттуда уехал учиться в академию.
После окончания академии в том же 1980 году был направлен в Афганистан и назначен заместителем командира 345-го отдельного гвардейского Краснознамённого ордена Суворова третьей степени парашютно-десантного полка, входившего в состав ограниченного контингента советских войск. С марта 1981 года по июнь 1982 года командовал этим полком, который все эти годы принимал активное участие в боевых действиях Афганской войны. Командиром батальона в полку служил будущий генерал Александр Лебедь, посвятивший своему комполка много весьма колоритных страниц в мемуарах «За державу обидно…» и при всей резкости своих персональных оценок считающий его умным и боевым командиром
В начале 1982 года при проведении крупной войсковой операции полк Ю. В. Кузнецова получил задачу на ликвидацию опорной базы моджахедов в населённом пункте Заргаран. Действуя по гребням окрестных гор, батальоны полка Кузнецова быстро блокировали населённый пункт и приступили к уничтожению противника. Когда часть окружённых прорвалась из окружения, на пути их движения был высажен парашютный десант, завершившие разгром банды. В этой операции полком захвачено только пленных до 1600 человек и примерно столько же уничтожено, захвачены несколько складов с вооружением и боеприпасами. Потери полка и поддерживавших его частей составили 25 погибших и 76 раненых.
Указом Президиума Верховного Совета СССР от 5 июля 1982 года за мужество и героизм, проявленные при оказании интернациональной помощи Демократической Республике Афганистан гвардии подполковнику Кузнецову Юрию Викторовичу присвоено звание Героя Советского Союза с вручением ордена Ленина и медали «Золотая Звезда».
После возвращения в Советский Союз, в сентябре 1982 года Кузнецов был назначен на должность заместителя командира 106-й гвардейской воздушно-десантной дивизии.
В 1984 — 1985 годах командовал 8-й гвардейской мотострелковой Режицкой ордена Ленина Краснознамённой ордена Суворова дивизии имени Героя Советского Союза генерал-майора И. В. Панфилова (Среднеазиатский военный округ). В 1985—1987 годах — командир 30-й гвардейской мотострелковой Иркутско-Пинской, орденов Ленина и Октябрьской Революции, трижды Краснознаменной, ордена Суворова дивизии имени Верховного Совета РСФСР на территории Чехословакии (Центральная группа войск).
Окончил Военную академию Генерального штаба Вооружённых Сил СССР имени К. Е. Ворошилова в 1989 году и тогда же назначен первым заместителем командующего 35-й общевойсковой армии Дальневосточного военного округа.
С 1993 года по 2002 год — начальник Дальневосточного высшего общевойскового командного училища имени Маршала Советского Союза К. К. Рокоссовского. В 2002 году генерал-майор Ю. В. Кузнецов уволен в запас.
Жил в городе Благовещенске Амурской области. С 2005 по 2011 годы Кузнецов являлся депутатом Амурского областного Совета народных депутатов IV созыва и Законодательного собрания Амурской области V созыва, в котором возглавлял Комитет по делам ветеранов, общественных организаций и молодежной политике. С 2014 по 2020 годы был депутатом VI и VII созывов Благовещенской городской думы и заместителем председателя Благовещенской городской думы. С 2010 года возглавлял комиссию по вопросам помилования на территории Амурской области, советник губернатора Амурской области, председатель Совета ветеранов при губернаторе Амурской области.
Скончался в ночь на 23 января 2020 года на 74-м году жизни.

## Награды
- Медаль «Золотая Звезда» Героя Советского Союза (5.07.1982);
- Орден «За военные заслуги» (1.03.1997);
- Орден Ленина (5.07.1982);
- Орден Красной Звезды (17.08.1981);
- Орден «За службу Родине в Вооружённых Силах СССР» 2-й степени;
- Орден «За службу Родине в Вооружённых Силах СССР» 3-й степени (30.04.1975);
- Медали СССР,
- Медали РФ.
- Почётный гражданин Благовещенска (8.07.1999).

## Память
- Бюст Героя установлен на территории Дальневосточного ВОКУ.
- Памятник Герою установлен на территории сквера, находящегося недалеко от Дальневосточного ВОКУ.
- Школе-интернату «Амурский кадетский корпус» присвоено имя Героя Советского Союза генерал-майора Кузнецова Юрия Викторовича (2020).[7]